# 月球 (电影)
是2009年出品的一部小制作科幻电影，導演是邓肯·琼斯。本片讲述未来的地球环境恶化，能源枯竭。一家致力于月球能源开发的名为月能工业有限公司（Lunar）的企业应运而生，通过采集氦-3提供地球对能源的需求。
影片荣获2009年爱丁堡国际电影节最佳英国影片奖，山姆·洛克威尔因此片获得2009年西雅图国际电影节最佳男主角奖。

## 劇情
月能公司在月球背面设有開採基地，山姆·贝尔（Sam Bell，山姆·洛克威尔饰）则是这个基地上唯一的工作人员，他在妻子剛懷孕時與公司簽了三年的合約後並前往月球，基地內只有一个机器人戈蒂（GERTY，凯文·史派西配音）陪着他，這三年間，他將開採出來的氦-3裝進小太空船並讓其自動飛回地球，而月球的通訊衛星因太陽風故障，所以地球無法與月球進行即時連繫，只能事先錄好影片並藉由木星的衛星傳至月球，山姆藉此看著妻子傳來的影片，並錄製自己的影片寄回地球。過了兩年多，合約只剩两周，山姆再過不久就能离开月球並帶著大筆獎金回到地球，他卻在探勘時意外撞上採礦車而昏迷。山姆醒来后發現自己躺在基地醫護室，離開醫護室後意外發現戈蒂正與公司高層進行即時對話，因而認為高層其實另有隱情，自覺體力恢復的他打外出查看，但是戈蒂稱公司不允许，於是山姆拿工具破壞管線，並告訴戈蒂有隕石撞到基地，需要到外面維修，在戈蒂答應保密後山姆藉机前往事故发生地点，意外发现了另一个昏迷的自己。
山姆將另個自己帶回基地治療，直至復元。雙方各自認為對方是自己的複製人。而兩人的思維與習性並不完全一致。公司在不知有兩個山姆的情況下聲明已派出支援人員前往月球。被救回來的山姆（舊山姆）繼續過去的生活，而後來被喚醒的山姆（新山姆）認為還有其他複製人，開始搜索基地，希望能找出放複製人的地方，兩人大打出手，這才發現舊山姆的身體異常虛弱。舊山姆向戈蒂尋求心理慰藉並詢問真相，得知自己的妻女只是植入的記憶。新山姆推測這背後有大陰謀，他告訴舊山姆月球的通訊衛星其實並沒有壞，而是有東西在干擾訊號傳遞，兩人於是出發尋找干擾器，經過一翻搜索後，他們在允許的工作範圍外找到兩座干擾塔，舊山姆因身體不適而先回到基地，新山姆則繼續尋找其他地方。回到基地後，舊山姆發現自己的身體開始惡化，並決定調出三年以前的錄影記錄以釐清真相，然而錄影紀錄被加密過，沒有密碼是無法觀看的，出乎意料的，戈蒂幫舊山姆打了密碼讓他得以觀看影片，觀看影片後，舊山姆意外發現在他之前其實有好幾個山姆，而每個山姆都在三年工期結束時變得病懨懨的，無一例外。其實只有第1個山姆是真正的山姆，其餘的山姆都是複製人，公司在三年合約期满之后，就以用睡眠箱送回地球的藉口把山姆杀死後毀屍滅跡，並喚醒另外一个複製人，並將記憶輸入其腦中，讓他認為自己剛到月球，妻子剛懷孕，剛要開始工作等等。
舊山姆隨後問戈蒂為什麼要幫他打密碼，認為這樣違反公司的命令或設定，戈蒂回答：我的工作很簡單，協助山姆。
探勘完畢後，新山姆發現了三座干擾器，並將其位置座標紀錄下來，回到基地時，舊山姆剛好發現放置複製人的密室，密室就位於睡眠箱旁的地底下，由於只有要回去時才會到這，所以一直沒被發現，兩個山姆隨後進入密室查看，並發現裡面有上百個山姆，每個都放在冷凍箱中尚未被喚醒，在新山姆繼續探索密室的同時，舊山姆拿了視訊電話出去，遠離干擾器並與地球的山姆家聯繫，發現妻子幾年前就死了，女兒已經15歲，並且家中自有真正的山姆。三年間妻子與３歲女兒傳來的影片其實都是最初的山姆在基地的3年間收到的，公司將影像存下來，照時序放給後來的山姆看，而真正的山姆其實早已回到地球並待在家中。
心力交瘁的舊山姆回到基地後體力不支，在新山姆的幫助下上床休息；兩個山姆知道公司來人若發現真相的的話一定會把他們全殺掉。新山姆叫戈蒂喚醒另一個複製人。這雖違反公司政策，但戈蒂必須幫助山姆存活。新山姆打算殺了新的複製人，幫他穿上太空裝，並将他丟在事故現場好讓公司認為舊山姆已死，新山姆留下假裝自己剛被喚醒並從未出過基地，而舊山姆則藏進運輸能源的太空船偷渡回地球，他認為＂真正＂工作了3年的舊山姆值得回到地球過自己的生活；然而，舊山姆醒後認為自己不行了，也不願以垂死的模樣驚嚇家人。他要求新山姆新山姆代替他回到地球，之後新山姆帶著他回到事故現場，並開始準備前往地球。
在支援隊抵達前8分鐘，山姆已準備就緒，正打算離開時戈蒂告訴山姆他已錄下所有畫面，如果公司查看的話，他必死無疑，並叫山姆把自己重新開機，藉此刪除資料，山姆謝謝戈蒂為了他們所做的一切，並照他的話，把戈蒂重新啟動。在支援隊的太空船降落時，山姆趕緊將干擾器的座標輸入採礦車，藉此讓採礦車改變路徑並摧毀之。隨後搭上太空船重返地球，在太空船飛離的同時，舊山姆看到了太空船並感到安慰，隨後嚥下了最後一口氣；支援部隊來了後發現他已死，並發現山姆剛被喚醒，認為毫無異狀並向公司報告。
結局以新山姆飛回地球，揭發公司的陰謀，公司面臨倒閉並被調查。

## 演員
- 山姆·洛克威尔 飾 Sam Bell
- 凯文·史派西 飾 GERTY（配音）
- 多米妮克·麦克艾丽戈特 飾 Tess Bell
- 卡雅·斯考達里奧 飾 Eve Bell
- 黃凱旋 飾 Thompson
- 麥特·貝里（英语：Matt Berry） 飾 Overmeyers
- 麥爾坎·史都華（英语：Malcolm Stewart (actor)） 飾 'the technician'
- 罗宾·查克（英语：Robin Chalk） 飾 Sam Bell複製人

## 拍攝過程
山姆·洛克威尔在整部影片中獨立飾演所有的山姆·貝爾，並非網路流傳的由一位和他外貌相似的罗宾·查克演出另一位複製人，演員表中確實有這位演員，但是根據山姆·洛克威尔在訪談中的說法，罗宾·查克在本片當中是一位協助演出的替身。拍摄期间正好是美国编剧大罢工，邓肯·琼斯利用这个机会请到了特效制作方面的顶尖人才，从而为这部小成本电影营造出非常棒的视觉效果。